# Davidovac (Paraćin)
Pour les articles homonymes, voir Davidovac.
Davidovac (en serbe cyrillique : Давдовац) est un village de Serbie situé dans la municipalité de Paraćin, district de Pomoravlje. Au recensement de 2011, il comptait 435 habitants.

## Démographie
| 1948 | 1953 | 1961 | 1971 | 1981 | 1991 | 2002 | 2011 |
| ---- | ---- | ---- | ---- | ---- | ---- | ---- | ---- |
| 597  | 612  | 690  | 607  | 578  | 554  | 461  | 435  |

|  |